# Dendrelaphis keiensis
Espèce
Synonymes
- Dendrophis calligastra keiensis Mertens, 1926

Dendrelaphis keiensis est une espèce de serpents de la famille des Colubridae.

## Répartition
Cette espèce est endémique des îles Kei aux Moluques en Indonésie.

## Étymologie
Son nom d'espèce, composé de kei et du suffixe latin -ensis, « qui vit dans, qui habite », lui a été donné en référence au lieu de sa découverte, les îles Kei.

## Publication originale
- Mertens, 1926 : Über die Rassen einiger indo-australischer Reptilien. Senckenberg. Biologica, vol. 8, p. 272-279.